# Warniszki (starostwo Daugieliszki Nowe)
Warniszki – (lit. Varniškė) – wieś na Litwie, w okręgu uciańskim, w rejonie ignalińskim, starostwie Daugieliszki Nowe.

## Historia
W czasach zaborów ówczesny zaścianek leżał w granicach Imperium Rosyjskiego.
W dwudziestoleciu międzywojennym wieś leżała w Polsce, w województwie nowogródzkim (od 1926 w województwie wileńskim), w powiecie brasławskim, w gminie Widze.
Według Powszechnego Spisu Ludności z 1921 roku zamieszkiwały tu 34 osoby, wszystkie były wyznania rzymskokatolickiego i zadeklarowały polską przynależność narodową. Było tu 8 budynków mieszkalnych. W 1931 w 10 domach zamieszkiwały 33 osoby.
Miejscowość należała do parafii rzymskokatolickiej w Widzach. Podlegała pod Sąd Grodzki w m. Turmont i Okręgowy w Wilnie; właściwy urząd pocztowy mieścił się w m. Widze.